# RES Roma
De Società Sportiva Dilettantistica RES Roma (Roma e solo Roma, "Rome en alleen Rome") was een voetbalclub uit de Italiaanse hoofdstad Rome. De club werd opgericht in 2003 en speelt sinds 2013 in de Serie A. Hoewel hun logo's en tenues sterk op elkaar leken en de pers regelmatig verwees naar RES als naar "de vrouwentak van AS Roma", waren er geen officiële banden tussen beide clubs. Echter na het seizoen 2017–18 werd dit wel het geval omdat ze hun Serie A licentie afgaven aan de door AS Roma pas opgerichte vrouwenteam.
Enkele teleurgestelde enthousiastelingen besloten kort daarna om opnieuw te beginnen met een vrouwenteam onder de naam RES Roma in de Serie C.

## Geschiedenis
RES Roma ontstond in 2003 en trad toe tot de Serie C, afdeling Lazio. In 2006 werd de club daar kampioen, maar stond de promotie af aan SS Colonna. Na de tweede titel, in 2007, besloot de club dat ze wel klaar was voor promotie naar de Serie B. Daar haalde de club meteen vier jaar op rij de top-5 (vierde, vierde, vijfde, tweede). Die tweede plaats was voldoende voor promotie naar het tweede niveau, de Serie A2. Daar werd de club enkel meteen tweede, alvorens in het tweede seizoen kampioen te worden en te promoveren naar het hoogste niveau.
Sinds 2013 speelt de club dus in de Serie A, met een negende, zevende en zevende plaats tot gevolg. Opmerkelijk is dat de club in heel zijn bestaan nog niet van trainer is gewisseld: die post was al sinds 2003 in handen van Fabio Melillo.

## Symbolen
Net als AS Roma voert RES Roma de kleuren van de stad Rome, oker en donkerrood, en heeft de club in het logo de Lupa Capitolina.

## Belgen bij RES Roma
In België kreeg RES Roma enige bekendheid door de aansluiting van Riana Nainggolan, de zus van Radja Nainggolan die ook in Rome voetbalt. Zij speelt echter sinds het seizoen 2016/17 voor Italiaanse zaalvoetbalploegen zoals Unicusano Queens Tivoli uit Cagliari.